# Borden Company
Borden Company var ett amerikanskt livsmedelsföretag, grundat 1857.
Företaget tillverkade och sålde främst mjölk och mjölkprodukter som ost, grädde, smör, kaseinämnen, torrmjölk och glass, samt köttkonserver. Borden var pionjärer i lanserandet av moderna hermetiskt förslutna konsumentförpackningar.
Företaget upphörde 2005.